# Wegde
Wegde est l’un des 105 woredas de la région Amhara, en Éthiopie.